# Nalmekson
Nalmekson (INN; EN-1620A, UM-592, nalmekson hidrohlorid) je semisintetički, mešoviti opioidni agonist-antagonist sa analgetičkim i narkotičnim svojstvima. U kliničkim ispitivanjima utvrđeno je da ima analgetičku efikastnost sličnu morfinu, mada sa nekoliko puta umanjenom potentnošću. Osim toga, nuspojave nalmeksona su pospanost i znojenje, slično morfinu, mada u znatnom većem stepenu i učestalošću.

## Literatura
- Casy, Alan F.; Parfitt, Robert T. (1986). Opioid Analgesics: Chemistry and Receptors. Springer. стр. 55.  978-0-306-42130-3. Приступљено 11. 5. 2012.
- F.. Macdonald (1997). Dictionary of Pharmacological Agents. CRC Press. стр. 1395.  978-0-412-46630-4. Приступљено 11. 5. 2012.